# Powstanie Dozsy

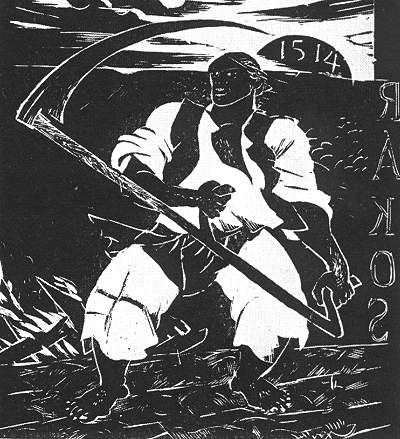
Powstaniec chłopski, (drzeworyt Gyuli Derkovitsa)

Powstanie Dozsy – powstanie chłopskie na Węgrzech w 1514 r. dowodzone przez Györgya Dózsa.
Do wojny chłopskiej na Węgrzech zwanej powstaniem Dozsy doszło w 1514 r. Armia chłopska w sile około 100 tysięcy ludzi pod wodzą Györgya Dózsy, przygotowana do krucjaty przeciw Turkom ogłoszonej przez papieża Leona X, miała zostać rozwiązana, ponieważ szlachta w obawie przed uzbrojonymi chłopami, wymogła u węgierskiego prymasa Tamasa Bakoczego odwołanie krucjaty i rozwiązanie chłopskiej armii. Chłopi jednak nie podporządkowali się tej decyzji i wystąpili przeciw wyzyskującej ich szlachcie. W wielu miejscowościach konfiskowali majątki ziemskie, odbierali zagarnięte im wcześniej pastwiska, palili zamki. W czasie powstania życie straciło około 400 szlachciców. Gwałty, zmuszanie szlachcianek do nierządu i profanowanie kościołów stanowiło symboliczne odrzucenie feudalizmu. Dózsa domagał się wolności dla chłopów, likwidacji obciążeń feudalnych, sekularyzacji dóbr ziemskich należących do kleru oraz reformy w Kościele tak aby w kraju był tylko jeden biskup. 
Doszło do bitew z wojskami feudałów pod Apátfalva, Nădlac i Cenad. W pierwszej chłopi ponieśli klęskę, ale w kolejnych bitwach dowodzeni przez Györgya Dózsa odnieśli zwycięstwa. W bitwach pod Nădlac i Cenad głównym przeciwnikiem powstańców były oddziały biskupa Csákiego. Zwycięskie bitwy umożliwiły rozszerzenie powstania i marsz oddziałów powstańczych na Temeszwar.
Do rozstrzygającej bitwy między armią chłopską a wojskami Jana Zapolyi, późniejszego króla Węgier, doszło pod Temesvárem. Po przegranej bitwie chłopi zostali surowo ukarani, a dodatkowo zwiększono im podatki oraz wymiar pańszczyzny. Wśród praw znalazł się i zapis o zakazie zajmowania wyższych stanowisk kościelnych przez księży pochodzenia chłopskiego. 
Rannego przywódcę chłopskiego powstania Györgya Dózsę ujęto, a następnie żywcem spalono na stosie. Po jego śmierci na czele powstańców staną jeszcze ksiądz Lörinc Mészáros, ale i on poniósł klęskę. Stracono wielu chłopów, pozostałych obciążono za zniszczenia wojenne oraz skazano na wieczne poddaństwo.
Było to pierwsze powstanie kuruców, kolejne to powstanie Thökölyego i powstanie Rakoczego.

## Upamiętnienie
W miejscu egzekucji Györgya Dozsy stoi figura Maryi Dziewicy, autorstwa rzeźbiarza Györgya Kissa. Imieniem przywódcy powstania chłopskiego w Budapeszcie nazwano plac, ulicę i stację metra. Natomiast ulice jego imienia znajdują się w wielu większych miastach Siedmiogrodu.